# 2013-as Formula–1 maláj nagydíj
A maláj nagydíj volt a 2013-as Formula–1 világbajnokság második futama, amelyet 2013. március 22. és március 24. között rendeztek meg a malajziai Sepang International Circuiten, Kuala Lumpurban.

## Szabadedzések

### Első szabadedzés
A maláj nagydíj első szabadedzését március 22-én, pénteken délelőtt tartották.
| helyezés | versenyző           | csapat/motor         | elért idő | különbség | futott kör |
| -------- | ------------------- | -------------------- | --------- | --------- | ---------- |
| 1        | Mark Webber         | Red Bull-Renault     | 1:36,935  | -         | 15         |
| 2        | Kimi Räikkönen      | Lotus-Renault        | 1:37,003  | +0,068    | 15         |
| 3        | Sebastian Vettel    | Red Bull-Renault     | 1:37,104  | +0,169    | 21         |
| 4        | Fernando Alonso     | Ferrari              | 1:37,319  | +0,384    | 13         |
| 5        | Nico Rosberg        | Mercedes             | 1:37,588  | +0,653    | 19         |
| 6        | Adrian Sutil        | Force India-Mercedes | 1:37,769  | +0,834    | 17         |
| 7        | Felipe Massa        | Ferrari              | 1:37,771  | +0,836    | 15         |
| 8        | Paul di Resta       | Force India-Mercedes | 1:37,773  | +0,838    | 15         |
| 9        | Lewis Hamilton      | Mercedes             | 1:37,840  | +0,905    | 18         |
| 10       | Romain Grosjean     | Lotus-Renault        | 1:37,915  | +0,980    | 17         |
| 11       | Jenson Button       | McLaren-Mercedes     | 1:38,173  | +1,238    | 16         |
| 12       | Pastor Maldonado    | Williams-Renault     | 1:38,673  | +1,738    | 16         |
| 13       | Sergio Pérez        | McLaren-Mercedes     | 1:38,830  | +1,895    | 17         |
| 14       | Nico Hülkenberg     | Sauber-Ferrari       | 1:39,054  | +2,119    | 17         |
| 15       | Esteban Gutiérrez   | Sauber-Ferrari       | 1:39,204  | +2,269    | 16         |
| 16       | Valtteri Bottas     | Williams-Renault     | 1:39,208  | +2,273    | 19         |
| 17       | Jean-Éric Vergne    | Toro Rosso-Ferrari   | 1:39,284  | +2,349    | 17         |
| 18       | Daniel Ricciardo    | Toro Rosso-Ferrari   | 1:39,567  | +2,632    | 16         |
| 19       | Giedo van der Garde | Caterham-Renault     | 1:40,728  | +3,793    | 17         |
| 20       | Jules Bianchi       | Marussia-Cosworth    | 1:40,996  | +4,061    | 14         |
| 21       | Charles Pic         | Caterham-Renault     | 1:41,163  | +4,228    | 18         |
| 22       | Max Chilton         | Marussia-Cosworth    | 1:41,513  | +4,578    | 14         |

### Második szabadedzés
A maláj nagydíj második szabadedzését március 22-én, pénteken délelőtt futották.
| helyezés | versenyző           | csapat/motor         | elért idő | különbség | futott kör |
| -------- | ------------------- | -------------------- | --------- | --------- | ---------- |
| 1        | Kimi Räikkönen      | Lotus-Renault        | 1:36,569  | -         | 28         |
| 2        | Sebastian Vettel    | Red Bull-Renault     | 1:36,588  | +0,019    | 27         |
| 3        | Felipe Massa        | Ferrari              | 1:36,661  | +0,092    | 33         |
| 4        | Fernando Alonso     | Ferrari              | 1:36,985  | +0,416    | 23         |
| 5        | Mark Webber         | Red Bull-Renault     | 1:37,026  | +0,457    | 29         |
| 6        | Romain Grosjean     | Lotus-Renault        | 1:37,206  | +0,637    | 26         |
| 7        | Nico Rosberg        | Mercedes             | 1:37,448  | +0,879    | 32         |
| 8        | Paul di Resta       | Force India-Mercedes | 1:37,571  | +1,002    | 30         |
| 9        | Lewis Hamilton      | Mercedes             | 1:37,574  | +1,005    | 32         |
| 10       | Adrian Sutil        | Force India-Mercedes | 1:37,788  | +1,219    | 10         |
| 11       | Sergio Pérez        | McLaren-Mercedes     | 1:37,838  | +1,269    | 21         |
| 12       | Jenson Button       | McLaren-Mercedes     | 1:37,865  | +1,296    | 29         |
| 13       | Nico Hülkenberg     | Sauber-Ferrari       | 1:38,068  | +1,499    | 31         |
| 14       | Esteban Gutiérrez   | Sauber-Ferrari       | 1:38,645  | +2,076    | 23         |
| 15       | Jean-Éric Vergne    | Toro Rosso-Ferrari   | 1:38,738  | +2,169    | 30         |
| 16       | Pastor Maldonado    | Williams-Renault     | 1:38,801  | +2,232    | 26         |
| 17       | Daniel Ricciardo    | Toro Rosso-Ferrari   | 1:38,904  | +2,335    | 30         |
| 18       | Jules Bianchi       | Marussia-Cosworth    | 1:39,508  | +2,939    | 29         |
| 19       | Valtteri Bottas     | Williams-Renault     | 1:39,660  | +3,091    | 27         |
| 20       | Charles Pic         | Caterham-Renault     | 1:40,757  | +4,188    | 29         |
| 21       | Giedo van der Garde | Caterham-Renault     | 1:40,768  | +4,199    | 32         |
| 22       | Max Chilton         | Marussia-Cosworth    | 1:41,438  | +4,869    | 22         |

### Harmadik szabadedzés
A maláj nagydíj harmadik szabadedzését március 23-án, szombaton délelőtt tartották.
| helyezés | versenyző           | csapat/motor         | elért idő | különbség | futott kör |
| -------- | ------------------- | -------------------- | --------- | --------- | ---------- |
| 1        | Sebastian Vettel    | Red Bull-Renault     | 1:36,435  | -         | 20         |
| 2        | Lewis Hamilton      | Mercedes             | 1:36,568  | +0,133    | 17         |
| 3        | Adrian Sutil        | Force India-Mercedes | 1:36,588  | +0,153    | 19         |
| 4        | Mark Webber         | Red Bull-Renault     | 1:36,613  | +0,178    | 20         |
| 5        | Kimi Räikkönen      | Lotus-Renault        | 1:36,806  | +0,371    | 19         |
| 6        | Paul di Resta       | Force India-Mercedes | 1:36,807  | +0,372    | 18         |
| 7        | Jenson Button       | McLaren-Mercedes     | 1:36,822  | +0,387    | 16         |
| 8        | Felipe Massa        | Ferrari              | 1:36,946  | +0,511    | 14         |
| 9        | Nico Rosberg        | Mercedes             | 1:36,949  | +0,514    | 25         |
| 10       | Fernando Alonso     | Ferrari              | 1:37,302  | +0,867    | 14         |
| 11       | Pastor Maldonado    | Williams-Renault     | 1:37,359  | +0,924    | 11         |
| 12       | Sergio Pérez        | McLaren-Mercedes     | 1:37,538  | +1,103    | 12         |
| 13       | Nico Hülkenberg     | Sauber-Ferrari       | 1:37,685  | +1,250    | 23         |
| 14       | Romain Grosjean     | Lotus-Renault        | 1:37,690  | +1,255    | 14         |
| 15       | Valtteri Bottas     | Williams-Renault     | 1:37,936  | +1,501    | 16         |
| 16       | Esteban Gutiérrez   | Sauber-Ferrari       | 1:38,294  | +1,859    | 17         |
| 17       | Jean-Éric Vergne    | Toro Rosso-Ferrari   | 1:38,376  | +1,941    | 16         |
| 18       | Daniel Ricciardo    | Toro Rosso-Ferrari   | 1:38,425  | +1,990    | 15         |
| 19       | Charles Pic         | Caterham-Renault     | 1:38,995  | +2,560    | 18         |
| 20       | Jules Bianchi       | Marussia-Cosworth    | 1:39,717  | +3,282    | 21         |
| 21       | Giedo van der Garde | Caterham-Renault     | 1:40,209  | +3,774    | 18         |
| 22       | Max Chilton         | Marussia-Cosworth    | 1:40,495  | +4,060    | 18         |

## Időmérő edzés
A maláj nagydíj időmérő edzését március 23-án, szombaton futották.
| helyezés              | rajtszám | versenyző           | csapat/motor         | 1. rész  | 2. rész  | 3. rész  | rajthely |
| --------------------- | -------- | ------------------- | -------------------- | -------- | -------- | -------- | -------- |
| 1                     | 1        | Sebastian Vettel    | Red Bull-Renault     | 1:37,899 | 1:37,245 | 1:49,674 | 1        |
| 2                     | 4        | Felipe Massa        | Ferrari              | 1:37,712 | 1:36,874 | 1:50,587 | 2        |
| 3                     | 3        | Fernando Alonso     | Ferrari              | 1:37,314 | 1:36,877 | 1:50,727 | 3        |
| 4                     | 10       | Lewis Hamilton      | Mercedes             | 1:37,513 | 1:36,517 | 1:51,699 | 4        |
| 5                     | 2        | Mark Webber         | Red Bull-Renault     | 1:37,619 | 1:36,449 | 1:52,244 | 5        |
| 6                     | 9        | Nico Rosberg        | Mercedes             | 1:37,239 | 1:36,190 | 1:52,519 | 6        |
| 7                     | 7        | Kimi Räikkönen      | Lotus-Renault        | 1:36,959 | 1:36,640 | 1:52,970 | 10[1]    |
| 8                     | 5        | Jenson Button       | McLaren-Mercedes     | 1:37,487 | 1:37,117 | 1:53,175 | 7        |
| 9                     | 15       | Adrian Sutil        | Force India-Mercedes | 1:36,809 | 1:36,834 | 1:53,439 | 8        |
| 10                    | 6        | Sergio Pérez        | McLaren-Mercedes     | 1:37,702 | 1:37,342 | 1:54,136 | 9        |
| 11                    | 8        | Romain Grosjean     | Lotus-Renault        | 1:37,363 | 1:37,636 |          | 11       |
| 12                    | 11       | Nico Hülkenberg     | Sauber-Ferrari       | 1:37,931 | 1:38,125 |          | 12       |
| 13                    | 19       | Daniel Ricciardo    | Toro Rosso-Ferrari   | 1:37,722 | 1:38,822 |          | 13       |
| 14                    | 12       | Esteban Gutiérrez   | Sauber-Ferrari       | 1:37,707 | 1:39,221 |          | 14       |
| 15                    | 14       | Paul di Resta       | Force India-Mercedes | 1:37,493 | 1:44,509 |          | 15       |
| 16                    | 16       | Pastor Maldonado    | Williams-Renault     | 1:37,867 |          |          | 16       |
| 17                    | 18       | Jean-Éric Vergne    | Toro Rosso-Ferrari   | 1:38,157 |          |          | 17       |
| 18                    | 17       | Valtteri Bottas     | Williams-Renault     | 1:38,207 |          |          | 18       |
| 19                    | 22       | Jules Bianchi       | Marussia-Cosworth    | 1:38,434 |          |          | 19       |
| 20                    | 20       | Charles Pic         | Caterham-Renault     | 1:39,314 |          |          | 20       |
| 21                    | 23       | Max Chilton         | Marussia-Cosworth    | 1:39,672 |          |          | 21       |
| 22                    | 21       | Giedo van der Garde | Caterham-Renault     | 1:39,932 |          |          | 22       |
| 107%-os idő: 1:43,585 |          |                     |                      |          |          |          |          |

Megjegyzés
- ↑ 1:  Kimi Räikkönen 3 helyes rajtbüntetést kapott, mert feltartotta Nico Rosberget az időmérőn.[1]

## Futam
A maláj nagydíj futama március 24-én, vasárnap rajtolt.
| helyezés | rajtszám | versenyző           | csapat/motor         | futott kör | idő/kiesés oka | rajthely | pont |
| -------- | -------- | ------------------- | -------------------- | ---------- | -------------- | -------- | ---- |
| 1        | 1        | Sebastian Vettel    | Red Bull-Renault     | 56         | 1:38:56,681    | 1        | 25   |
| 2        | 2        | Mark Webber         | Red Bull-Renault     | 56         | +4,298         | 5        | 18   |
| 3        | 10       | Lewis Hamilton      | Mercedes             | 56         | +12,181        | 4        | 15   |
| 4        | 9        | Nico Rosberg        | Mercedes             | 56         | +12,640        | 6        | 12   |
| 5        | 4        | Felipe Massa        | Ferrari              | 56         | +25,648        | 2        | 10   |
| 6        | 8        | Romain Grosjean     | Lotus-Renault        | 56         | +35,564        | 11       | 8    |
| 7        | 7        | Kimi Räikkönen      | Lotus-Renault        | 56         | +48,479        | 10       | 6    |
| 8        | 11       | Nico Hülkenberg     | Sauber-Ferrari       | 56         | +53,044        | 12       | 4    |
| 9        | 6        | Sergio Pérez        | McLaren-Mercedes     | 56         | +1:12,357      | 9        | 2    |
| 10       | 18       | Jean-Éric Vergne    | Toro Rosso-Ferrari   | 56         | +1:27,124      | 17       | 1    |
| 11       | 17       | Valtteri Bottas     | Williams-Renault     | 56         | +1:28,610      | 18       |      |
| 12       | 12       | Esteban Gutiérrez   | Sauber-Ferrari       | 55         | +1 kör         | 14       |      |
| 13       | 22       | Jules Bianchi       | Marussia-Cosworth    | 55         | +1 kör         | 19       |      |
| 14       | 20       | Charles Pic         | Caterham-Renault     | 55         | +1 kör         | 20       |      |
| 15       | 21       | Giedo van der Garde | Caterham-Renault     | 55         | +1 kör         | 22       |      |
| 16       | 23       | Max Chilton         | Marussia-Cosworth    | 54         | +2 kör         | 21       |      |
| 17       | 5        | Jenson Button       | McLaren-Mercedes     | 53         | kormányzás     | 7        |      |
| 18       | 19       | Daniel Ricciardo    | Toro Rosso-Ferrari   | 51         | kipufogó       | 13       |      |
| ki       | 16       | Pastor Maldonado    | Williams-Renault     | 45         | KERS           | 16       |      |
| ki       | 15       | Adrian Sutil        | Force India-Mercedes | 27         | kerékanya      | 8        |      |
| ki       | 14       | Paul di Resta       | Force India-Mercedes | 22         | kerékanya      | 15       |      |
| ki       | 3        | Fernando Alonso     | Ferrari              | 1          | baleset        | 3        |      |

## A világbajnokság állása a verseny után
| H   | Versenyzők       | Pont | H   | Konstruktőrök        | Pont |
| --- | ---------------- | ---- | --- | -------------------- | ---- |
| 1.  | Sebastian Vettel | 40   | 1.  | Red Bull-Renault     | 66   |
| 2.  | Kimi Räikkönen   | 31   | 2.  | Lotus-Renault        | 40   |
| 3.  | Mark Webber      | 26   | 3.  | Ferrari              | 40   |
| 4.  | Lewis Hamilton   | 25   | 4.  | Mercedes             | 37   |
| 5.  | Felipe Massa     | 22   | 5.  | Force India-Mercedes | 10   |
| 6.  | Fernando Alonso  | 18   | 6.  | Sauber-Ferrari       | 4    |
| 7.  | Nico Rosberg     | 12   | 7.  | McLaren-Mercedes     | 4    |
| 8.  | Romain Grosjean  | 9    | 8.  | Toro Rosso-Ferrari   | 1    |
| 9.  | Adrian Sutil     | 6    | 9.  | Williams-Renault     | 0    |
| 10. | Paul di Resta    | 4    | 10. | Marussia-Cosworth    | 0    |

(A teljes táblázat)

## Statisztikák
- Vezető helyen:
  - Sebastian Vettel : 21 kör (1-4 / 19-22 / 31-32 / 46-56)
  - Mark Webber : 32 kör (5-7 / 9-18 / 23-30 / 35-45)
  - Nico Rosberg : 1 kör (8)
  - Jenson Button : 2 kör (33-34)
- Fernando Alonso 200. nagydíja.
- Sebastian Vettel 27. győzelme, 38. pole-pozíciója.
- A Red Bull 35. győzelme.
- Sergio Pérez 2. leggyorsabb köre.
- Sebastian Vettel 48., Mark Webber 35., Lewis Hamilton 50. dobogós helyezése.